# Lavstövslända
Lavstövslända (Reuterella helvimacula) är en insektsart som först beskrevs av Günther Enderlein 1901.  Lavstövslända ingår i släktet korthornstövsländor, och familjen fransgaffelstövsländor. Arten är reproducerande i Sverige. Inga underarter finns listade i Catalogue of Life.